# Flora (żaglowiec)
Flora – pięciomasztowy stalowy bark, jeden z największych windjammerów. Zwodowany w 1895 r. w Niemczech, jako Potosí.
Pierwotna nazwa pochodziła od miasta Potosí w Boliwii, znanego z gorączki srebra. Pływał na trasie Chile-Hamburg z ładunkiem saletry. W 1920 r. przekazany Francji w ramach reparacji wojennych, następnie sprzedany Argentynie a w 1923 r. chilijskiej kompanii i przemianowany na Flora. Zatonął po pożarze w 1925, nikt z załogi nie zginął.